# Shafferia nubilus
Shafferia nubilus is een vlinder uit de familie van de vedermotten (Pterophoridae). De wetenschappelijke naam van de soort is voor het eerst geldig gepubliceerd in 1875 door Felder & Rogenhofer.